# Jozef Zlatňanský

Bischofswappen von Jozef Zlatňanský

Jozef Zlatňanský (* 13. März 1927 in Topoľčianky, Tschechoslowakei; † 11. Februar 2017 in Nitra, Slowakei) war ein slowakischer Geistlicher und Kurienbischof der römisch-katholischen Kirche.

## Leben
Jozef Zlatňanský empfing am 22. Dezember 1951 in Rom das Sakrament der Priesterweihe. 1955 wurde er an der Päpstlichen Lateranuniversität im Fach Katholische Theologie promoviert und 1959 erwarb er an der Päpstlichen Universität Gregoriana ein Lizenziat im Fach Sozialwissenschaften.
Von 1961 bis 1963 war Zlatňanský Professor für Philosophie am Priesterseminar von Catanzaro. Jozef Zlatňanský war von 1964 bis 1966 Mitarbeiter im Sekretariat der Kommission für die Glaubensdoktrin des Zweiten Vatikanischen Konzils. Von 1966 bis 1975 war er als Assistent in der Kongregation für die Glaubenslehre tätig. Papst Paul VI. verlieh ihm am 17. Juni 1970 den Ehrentitel Kaplan Seiner Heiligkeit (Monsignore). Zlatňanský war von 1975 bis 1984 Leiter der Sektion für die Glaubensdoktrin der Kongregation für die Glaubenslehre. Papst Johannes Paul II. verlieh ihm am 4. Februar 1981 den Titel Ehrenprälat Seiner Heiligkeit. Am 6. Dezember 1984 ernannte ihn Johannes Paul II. zum Untersekretär der Glaubenskongregation. Zudem war Jozef Zlatňanský von 1990 bis 1994 Mitglied des Päpstlichen Komitees für die Eucharistischen Kongresse.
Am 11. Juni 1997 ernannte ihn Papst Johannes Paul II. zum Titularbischof von Mons Faliscus und bestellte ihn zum Sekretär der Interdikasterialen Kommission für die Kirche in Osteuropa. Die Bischofsweihe spendete ihm am 20. Juli 1997 Jozef Kardinal Tomko, Präfekt der Kongregation für die Evangelisierung der Völker; Mitkonsekratoren waren Erzbischof Tarcisio Bertone SDB, Sekretär der Glaubenskongregation, und Erzbischof Ján Sokol, Erzbischof von Bratislava-Trnava. Jozef Zlatňanský wählte sich den Wahlspruch Veritas iustitia caritas („Wahrheit, Gerechtigkeit, Liebe“). Am 8. Juni 2004 nahm Papst Johannes Paul II. Zlatňanskýs aus Altersgründen vorgebrachtes Rücktrittsgesuch an.